# De revolte van Carolus Boorst
De revolte van Carolus Boorst is een hoorspel naar L’hérésie de Carolus Boorst (1967) van Yak Rivais. Dit boek kreeg de Grand Prix de l’Humour Noir en werd op 23 januari 1973 onder de titel Die Häresie des Carolus Boorst als hoorspel uitgezonden door de Westdeutscher Rundfunk. Louis Povel vertaalde het en de KRO zond het uit in het programma Theater op dinsdag 1 oktober 1974, van 21:00 uur tot 22:25 uur. De regisseur was Léon Povel.

## Rolbezetting
- Broes Hartman (Carolus Boorst)
- Tom van Beek
- Joke van den Berg
- Joop van der Donk
- Bert Dijkstra
- Elly den Haring
- Frans Kokshoorn
- Paul van der Lek
- Bert van der Linden
- Emmy Lopes Dias
- Cees van Ooyen
- Frans Vasen
- Hans Veerman
- Ingeborg Elzevier

## Inhoud
Een aantal gewetenloze grote bazen houdt de touwtjes van duister syndicaat in handen. Hun bendeleden zijn pionnen, die je naar believen kunt inzetten of liquideren. Maar ook de bazen voelen zich niet veilig en ieder van hen heeft weer zijn eigen systeem om de anderen door doublering van opdrachten in de gaten te houden. Een van de hoog opgeklommen figuren is Carolus Boorst, gebocheld, mismaakt, verlamd, maar met een stel hersenen om “u” tegen te zeggen. Hij gebruikt elektronische “touwtjes”, zoals taperecorders, walkietalkies, telefoonverbindingen, oproepsystemen, die ten dele aan zijn invaliditeit zijn aangepast. Hij is de schrik van al zijn handlangers en van zijn eigen onbekende bazen. Als hij kans ziet de opperste man te worden, met alles wat hij al in handen heeft, rebelleert hij. Met snijdende stem, onbarmhartige besluiten, verbijsterend snelle conclusies reageert hij roerloos over een legertje misdadigers. Hij leeft vanuit zijn geest als overcompensatie van lichamelijke afhankelijkheid en mismaaktheid…